# 지지콘역
지지콘역(독일어: Bahnhof Sisikon)은 스위스 우리주와 지지콘 시정촌에 있는 기차역이다. 역은 아트-골다우와 에르스트펠트 사이의 고트하르트 철도에 있다.

## 운행편
2020년 12월 시간표 변경에 따라 지지콘에서 다음 서비스가 정차한다.
- 추크 슈타트반 S2 : 바르 린덴파크와 에르스트펠트 사이를 매시간 운행